# Jubilejnyj (obwód nowogrodzki)
Jubilejnyj (ros. Юбилейный) – osiedle w Rosji, w obwodzie nowogrodzkim, w rejonie chwojnińskim. W 2010 liczyło 1747 mieszkańców.